# Yūsuke Kawagishi
Yūsuke Kawagishi (japanisch 川岸 祐輔 Kawagishi Yūsuke; * 26. Mai 1992 in Maebashi) ist ein ehemaliger japanischer Fußballspieler.

## Karriere
Kawagishi erlernte das Fußballspielen in der Schulmannschaft der Maebashi Ikuei High School und der Universitätsmannschaft der Komazawa-Universität. Seinen ersten Vertrag unterschrieb er 2015 bei Thespakusatsu Gunma. Der Verein spielte in der zweithöchsten Liga des Landes, der J2 League. Am Ende der Saison 2017 stieg der Verein in die J3 League ab. Für den Verein absolvierte er 34 Ligaspiele. Ende 2018 beendete er seine Karriere als Fußballspieler.